# San Cornelio und San Cipriano (Revilla de Santullán)

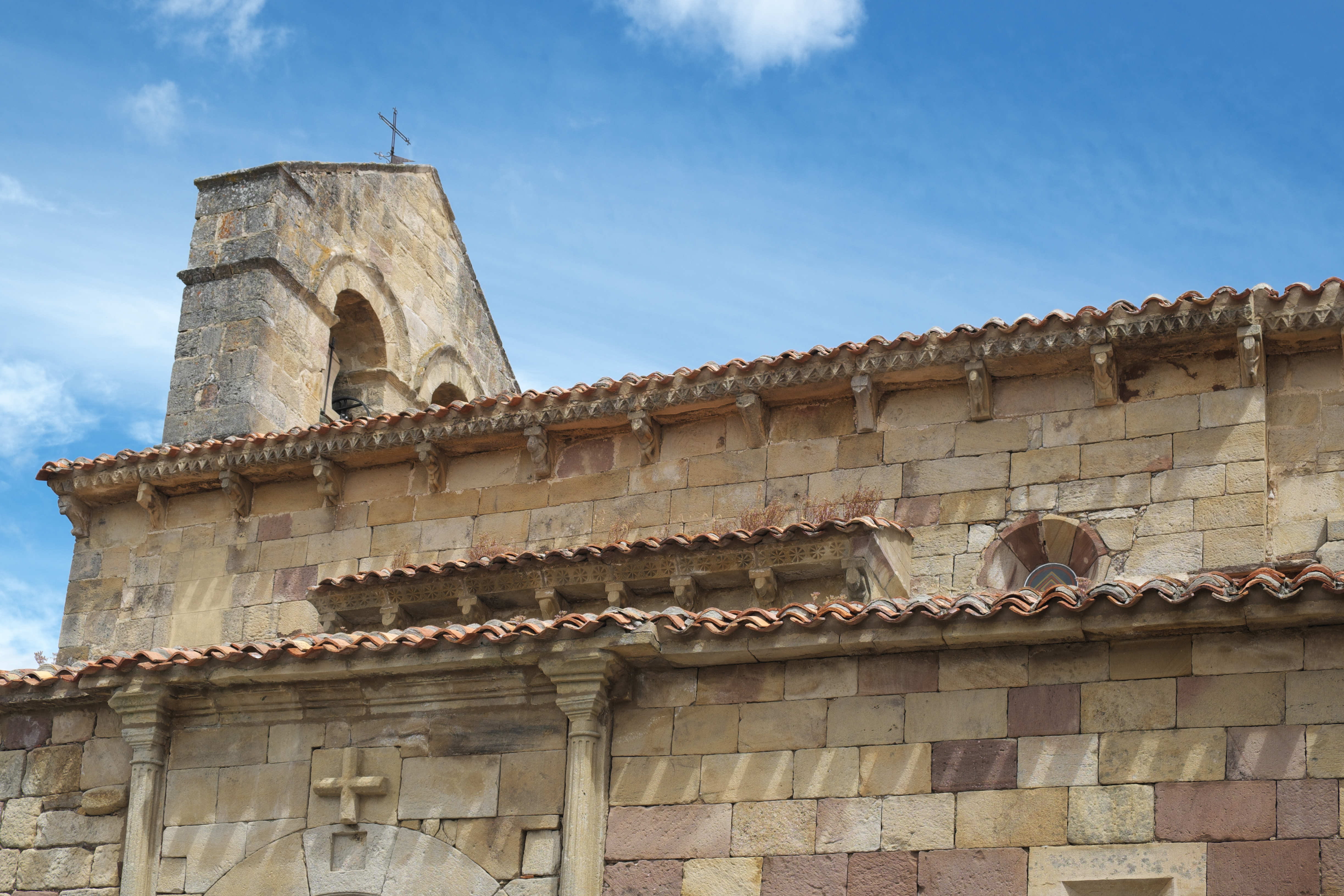
San Cornelio und San Cipriano, Ansicht von Süden

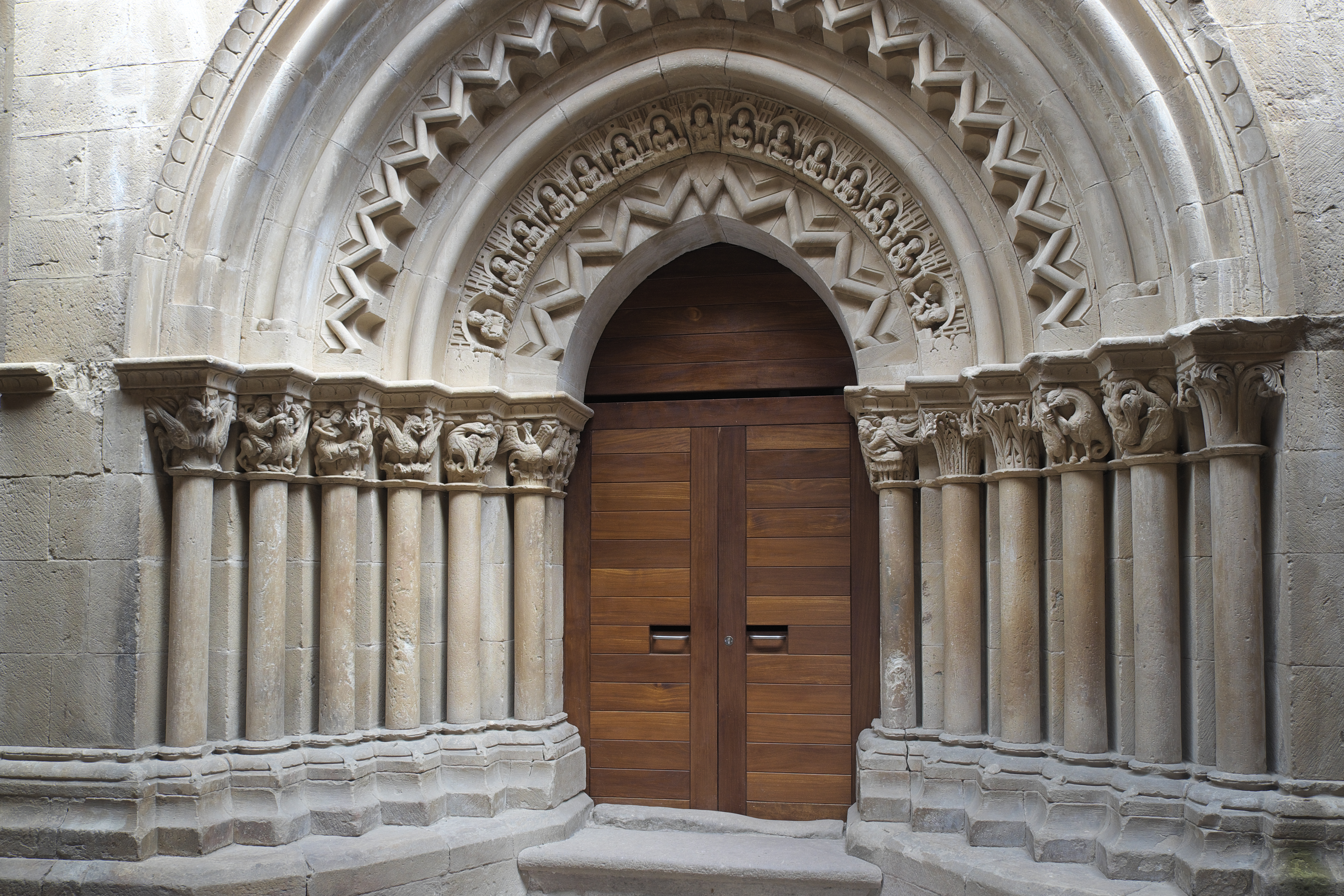
Portal

Die katholische Pfarrkirche San Cornelio und San Cipriano in Revilla de Santullán, einem Ort in der Gemeinde Barruelo de Santullán in der 
Provinz Palencia der spanischen Autonomen Region Kastilien-León, wurde Ende des 12. oder zu Beginn des 13. Jahrhunderts errichtet. 1258 wurde die den liturgischen Zwillingen, dem heiligen Cornelius und dem heiligen Cyprian, geweihte Kirche erstmals urkundlich erwähnt. Von dem romanischen Bau sind der Glockenturm (espadaña) und das Portal erhalten. 1993 wurde die Kirche zum Baudenkmal (Bien de Interés Cultural) erklärt.

## Architektur

### Außenbau
Die Kirche ist aus regelmäßig behauenem, ockerfarbenem Sandstein errichtet. Im Westen erhebt sich ein offener, von zwei Rundbogenfenstern durchbrochener Glockenturm mit spitz zulaufendem Abschluss, wie er für die romanischen Kirchen der Region typisch ist. An die Südfassade wurde im 16. Jahrhundert eine geschlossene Vorhalle angebaut. Unter dem Dachansatz der Apsis, des Langhauses und des Vordachs über dem Portal verläuft ein Gesims, das von zahlreichen Kragsteinen getragen wird. Diese sind mit vielfältigen Tier- und Menschendarstellungen skulptiert.

### Portal

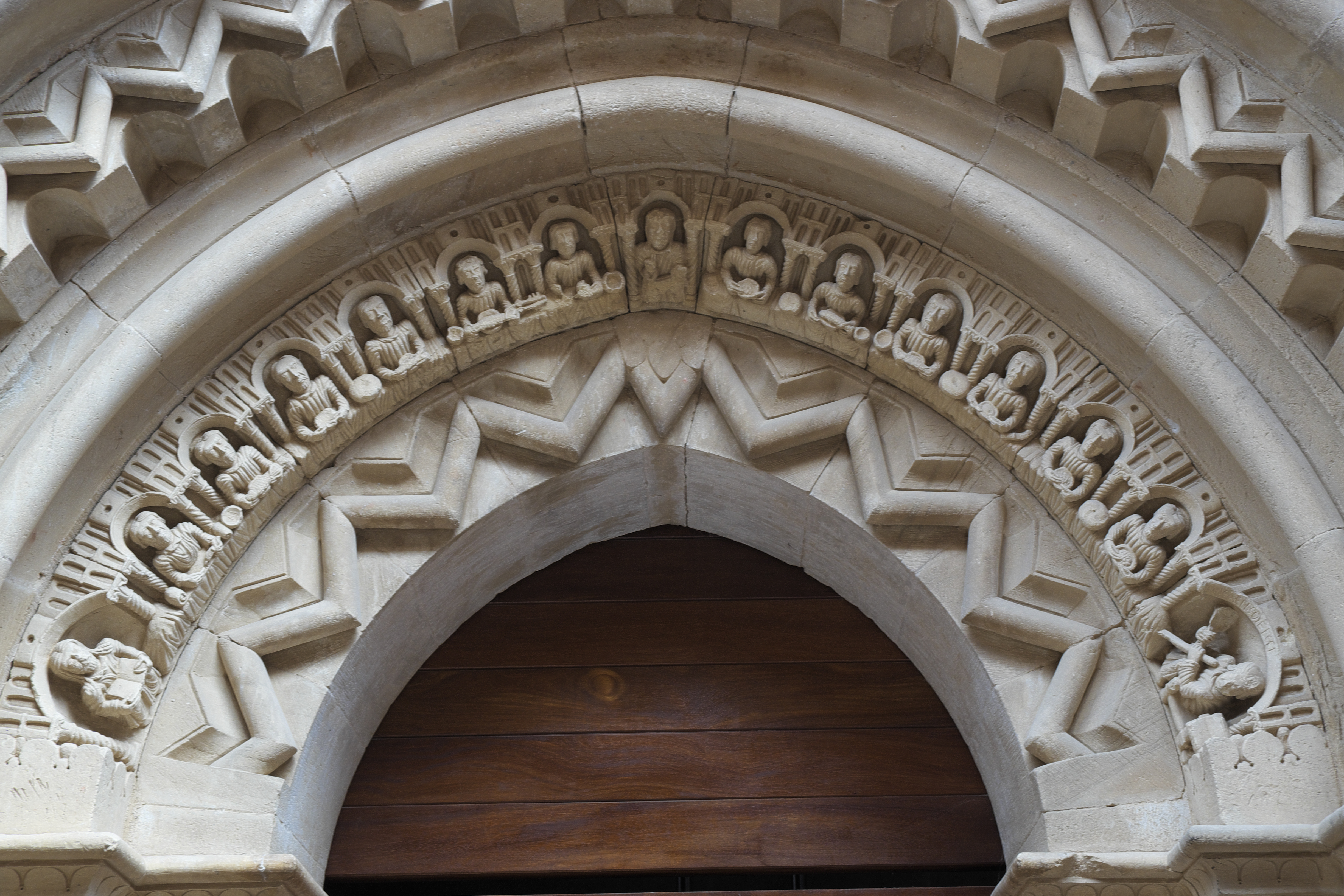
Innere Archivolte des Portals mit der Darstellung des Abendmahls

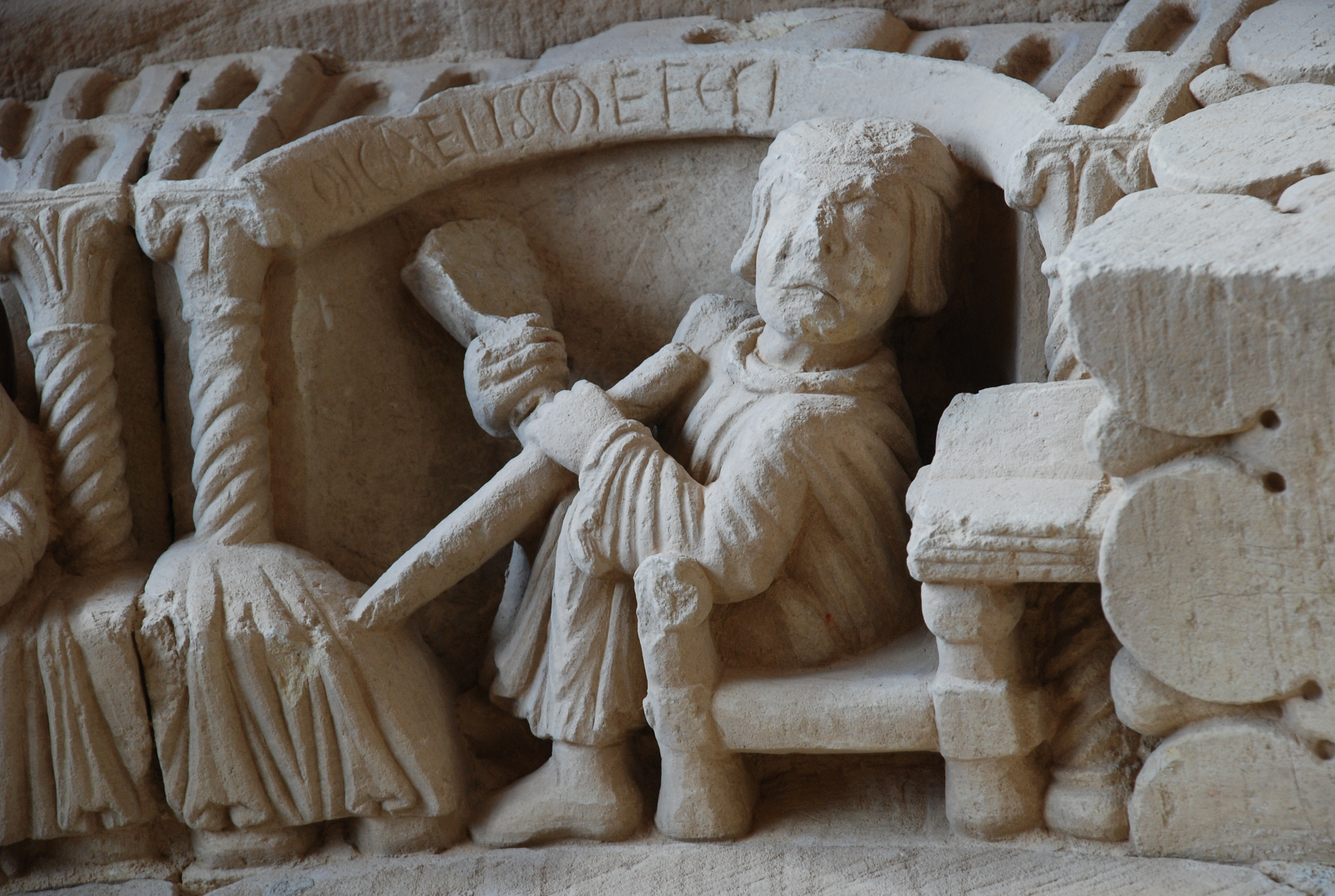
Innere Archivolte des Portals mit der Darstellung des Bildhauers und der Inschrift „Micaelis me fecit“

Schmuckstück der Kirche ist das prächtige Portal, das sich in der Südfassade öffnet und von der Vorhalle umschlossen wird. Es wird von sechs Archivolten umgeben, die auf Säulen mit kunstvoll skulptierten Kapitellen aufliegen. Drei Kapitelle sind mit großen Blättern skulptiert, auf anderen  sind Greife und Harpyien dargestellt. Vier Kapitelle schildern Kampfszenen, ein Kentaur und ein Ritter kämpfen mit einem Löwen, ein anderer Ritter tötet einen Drachen. Eine weitere Szene erinnert an Samsons Kampf  mit dem Löwen. Das Kapitell der innersten Säule auf der rechten Seite ist mit der  Darstellung der drei Marien am Grab Jesu versehen. Die Frauen tragen Salbgefäße bei sich, über dem leeren Grab schwebt ein Engel. Die Archivolten sind mit Rundstäben, Zickzackbögen und einem Fries von kleinen Arkaden verziert, unter denen Jesus und die zwölf Apostel beim Abendmahl versammelt sind. Petrus ist an seinen Schlüsseln zu erkennen, über Bartholomäus, dem vierten Apostel rechts von Jesus, ist auf dem Arkadenbogen der Name eingemeißelt. Auf dem Tisch liegen Brote und vor jedem Apostel steht ein Teller mit einem großen Fisch. Zu  beiden Seiten der Apostel sind zwei weitere Figuren dargestellt. Die linke Figur hält ein aufgeschlagenes Buch in den Händen, die rechte Figur wird als Selbstdarstellung des Bildhauers gedeutet, worauf auch die Inschrift „Micaelis me fecit“ (Micaelis hat mich gemacht) im Arkadenbogen hinweist.

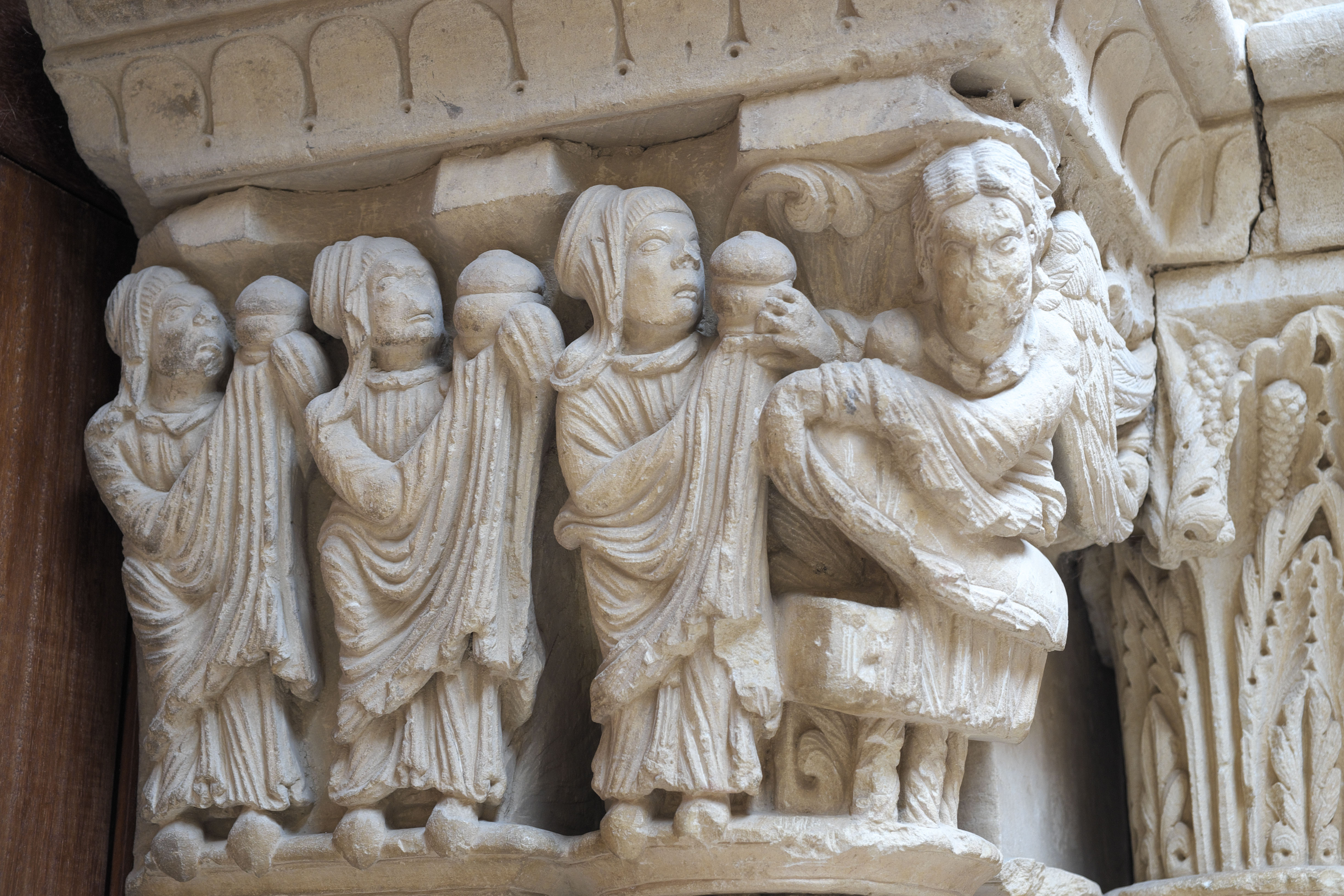
Drei Marien am Grab Jesu
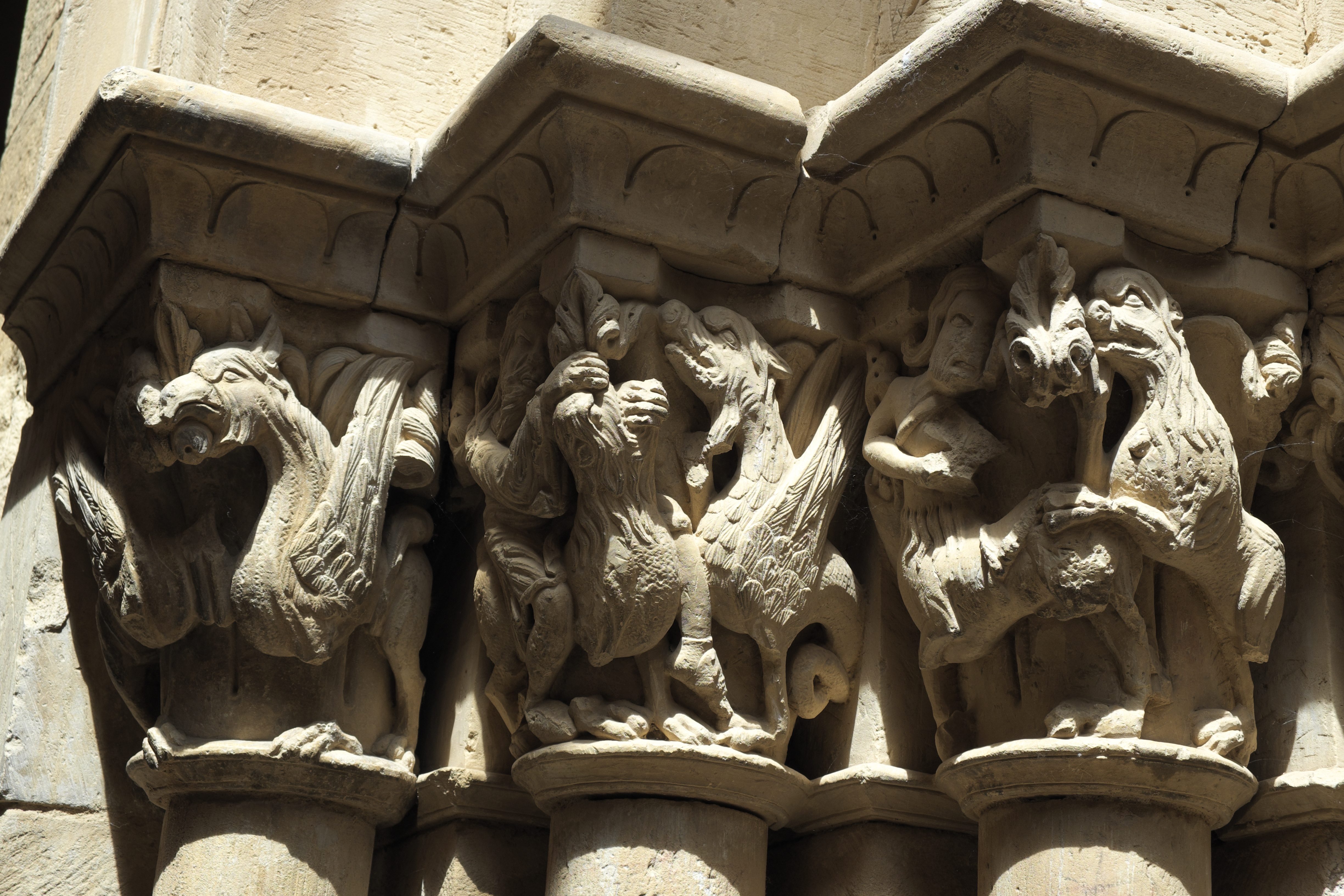
Greife, Samsons Kampf mit dem Löwen, Kentaur
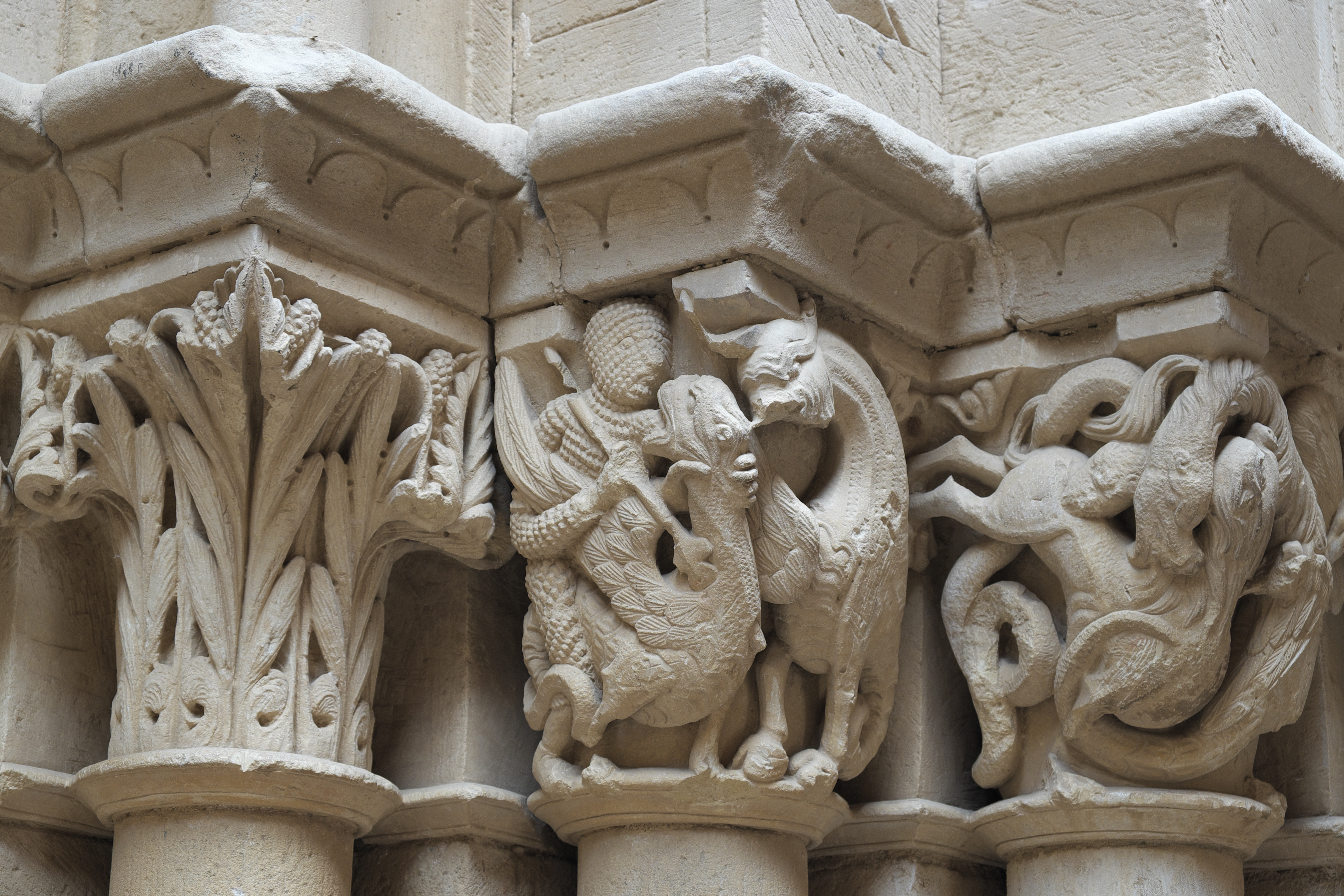
Kampf eines Ritters mit einem Drachen
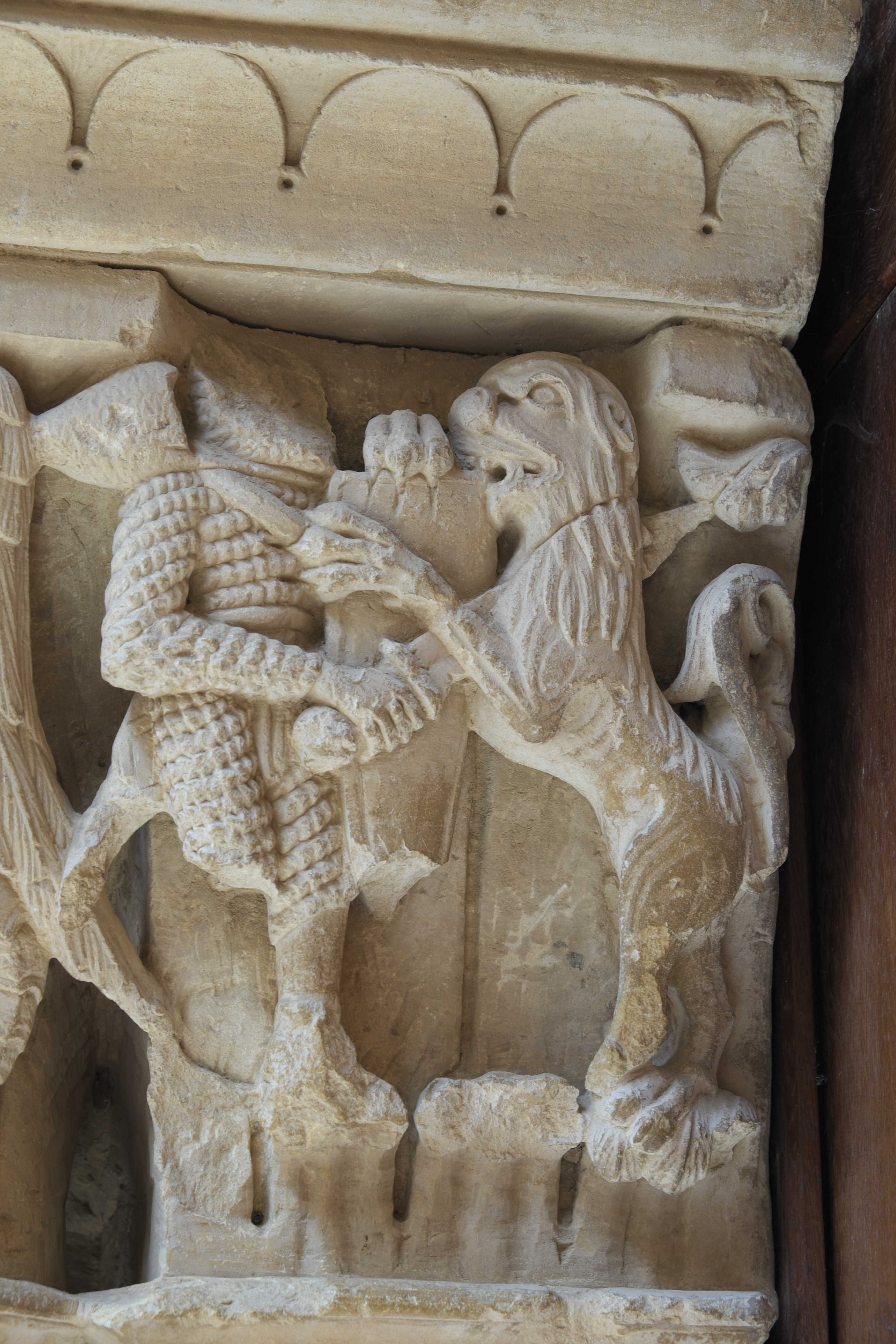
Ein Ritter tötet einen Löwen mit dem Schwert

### Innenraum
Das einschiffige Langhaus mündet im Osten in einen Chor mit halbrunder Apsis. Das ursprüngliche Gewölbe, eine gebrochene Tonne, ist heute nur noch im Chor erhalten. Die beiden Kapitelle, auf denen der Triumphbogen ruht, stellen Daniel in der Löwengrube und einen Engel auf vier übereinanderliegenden Voluten dar.

## Wandmalereien
Die Wandmalereien stammen aus dem späten 15. Jahrhundert und werden dem sogenannten Meister von San Felices zugeschrieben. Sie stellen Szenen aus dem Marienleben dar.

## Ausstattung

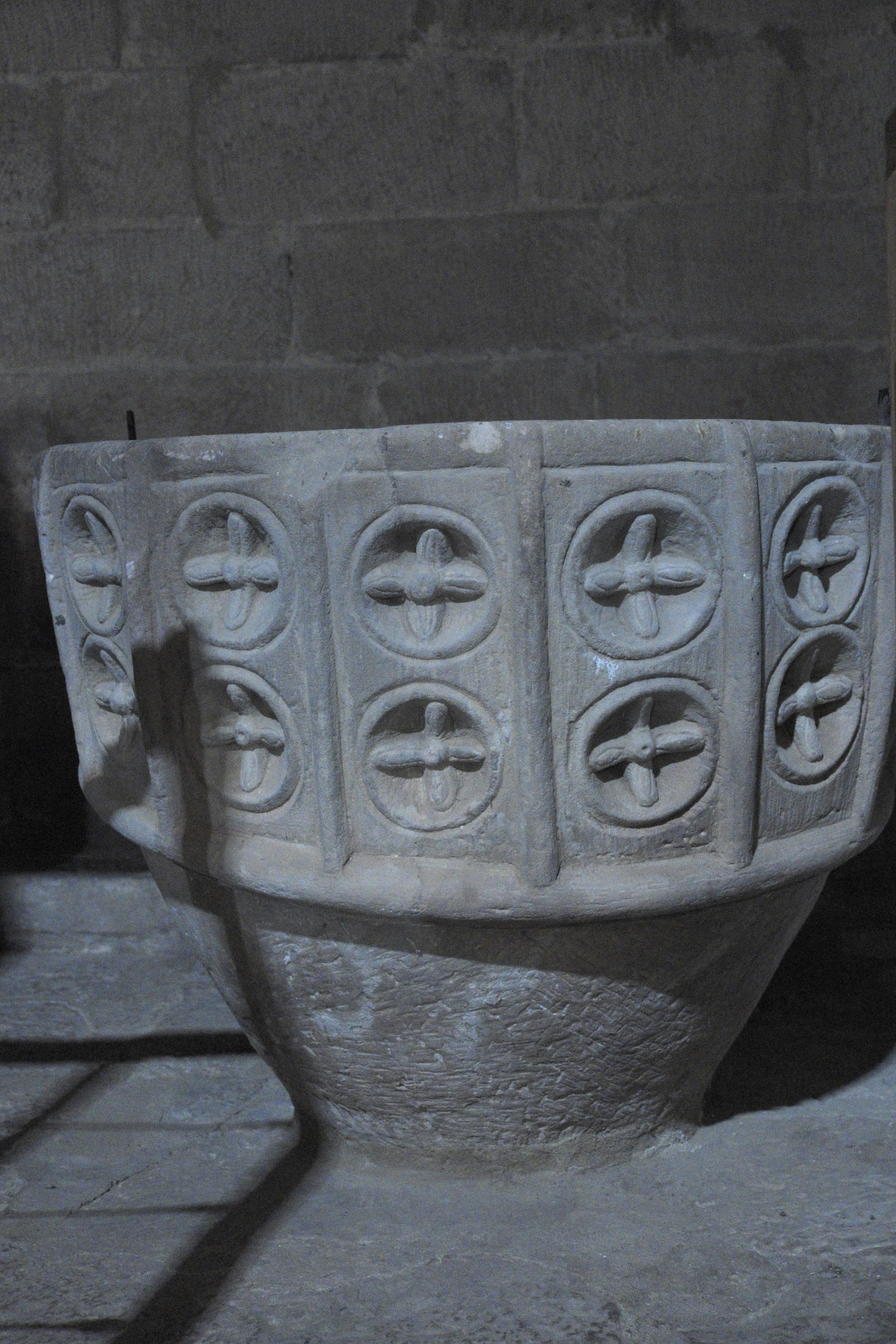
Romanischer Taufstein

In der Kirche ist ein romanisches Taufbecken erhalten. Es wird von vertikalen Bändern in rechteckige Felder gegliedert und ist mit von Kreisen umgebenen, vierblättrigen Blüten verziert. 